# Supercopa de Alemania 2019
La DFL Supercup 2019 fue la décima edición de la Supercopa de Alemania. El partido se jugó el 3 de agosto de 2019 en el Signal Iduna Park, en Dortmund, Alemania. El enfrentamiento fue entre el Bayern de Múnich, campeón de la Bundesliga 2018-19, y el subcampeón de la Bundesliga 2018-19, el Borussia Dortmund.

## Equipos participantes
| Bayern de Múnich  |  |  |  | Campeón de la 1. Bundesliga 2018-19    |
| Borussia Dortmund |  |  |  | Subcampeón de la 1. Bundesliga 2018-19 |

## Partido
| 3 de agosto de 2019, 20:30 (UTC+2) | Borussia Dortmund        | 2:0 (0:0) | Bayern Múnich | Signal Iduna Park, Dortmund                                |                                                            |
|                                    | Alcácer 48' · Sancho 69' | Reporte   |               | Asistencia: 81 365 espectadores Árbitro(s): Daniel Siebert | Asistencia: 81 365 espectadores Árbitro(s): Daniel Siebert |

| 35    | Guardameta     | Marwin Hitz       |     |
| 26    | Defensa        | Łukasz Piszczek   | 80' |
| 16    | Defensa        | Manuel Akanji     |     |
| 36    | Defensa        | Ömer Toprak       |     |
| 14    | Defensa        | Nico Schulz       |     |
| 33    | Centrocampista | Julian Weigl      |     |
| 28    | Centrocampista | Axel Witsel       |     |
| 11    | Centrocampista | Marco Reus        |     |
| 7     | Delantero      | Jadon Sancho      | 80' |
| 13    | Delantero      | Raphaël Guerreiro | 75' |
| 9     | Delantero      | Paco Alcácer      |     |
| D. T. | D. T.          | Lucien Favre      |     |

| 1     | Guardameta     | Manuel Neuer       |     |
| 32    | Defensa        | Joshua Kimmich     |     |
| 4     | Defensa        | Niklas Süle        |     |
| 17    | Defensa        | Jérôme Boateng     |     |
| 27    | Defensa        | David Alaba        | 70' |
| 24    | Centrocampista | Corentin Tolisso   |     |
| 6     | Centrocampista | Thiago Alcántara   | 80' |
| 18    | Centrocampista | Leon Goretzka      |     |
| 25    | Delantero      | Thomas Müller      | 66' |
| 9     | Delantero      | Robert Lewandowski |     |
| 29    | Delantero      | Kingsley Coman     |     |
| D. T. | D. T.          | Niko Kovač         |     |

| 5  | Defensa   | Achraf Hakimi      | 75' |
| 80 | Delantero | Marius Wolf        | 80' |
| 34 | Delantero | Jacob Bruun Larsen | 80' |

| 5  | Defensa        | Benjamin Pavard | 80' |
| 19 | Centrocampista | Alphonso Davies | 66' |
| 35 | Centrocampista | Renato Sanches  | 70' |

| 48' · 69' | Paco Alcácer Jadon Sancho | 1:0 2:0 |

| 59' · 77' | Joshua Kimmich Robert Lewandowski |

| Principal  | Daniel Siebert |
| Asistentes | Rafael Foltyn  |
|            | Jan Seidel     |
| Cuarto     | Harm Osmers    |

| VAR            | Robert Schröder |
| Asistentes VAR | Christof Günsch |

|  |                    |     |     |
|  | Tiros              | 5   | 16  |
|  | Tiros a puerta     | 4   | 7   |
|  | Faltas             | 2   | 13  |
|  | Saques de esquina  | 2   | 8   |
|  | Fueras de juego    | 1   | 1   |
|  | Posesión del balón | 35% | 65% |

| 35    | Guardameta     | Marwin Hitz       |     |
| 26    | Defensa        | Łukasz Piszczek   | 80' |
| 16    | Defensa        | Manuel Akanji     |     |
| 36    | Defensa        | Ömer Toprak       |     |
| 14    | Defensa        | Nico Schulz       |     |
| 33    | Centrocampista | Julian Weigl      |     |
| 28    | Centrocampista | Axel Witsel       |     |
| 11    | Centrocampista | Marco Reus        |     |
| 7     | Delantero      | Jadon Sancho      | 80' |
| 13    | Delantero      | Raphaël Guerreiro | 75' |
| 9     | Delantero      | Paco Alcácer      |     |
| D. T. | D. T.          | Lucien Favre      |     |

| 1     | Guardameta     | Manuel Neuer       |     |
| 32    | Defensa        | Joshua Kimmich     |     |
| 4     | Defensa        | Niklas Süle        |     |
| 17    | Defensa        | Jérôme Boateng     |     |
| 27    | Defensa        | David Alaba        | 70' |
| 24    | Centrocampista | Corentin Tolisso   |     |
| 6     | Centrocampista | Thiago Alcántara   | 80' |
| 18    | Centrocampista | Leon Goretzka      |     |
| 25    | Delantero      | Thomas Müller      | 66' |
| 9     | Delantero      | Robert Lewandowski |     |
| 29    | Delantero      | Kingsley Coman     |     |
| D. T. | D. T.          | Niko Kovač         |     |

| 5  | Defensa   | Achraf Hakimi      | 75' |
| 80 | Delantero | Marius Wolf        | 80' |
| 34 | Delantero | Jacob Bruun Larsen | 80' |

| 5  | Defensa        | Benjamin Pavard | 80' |
| 19 | Centrocampista | Alphonso Davies | 66' |
| 35 | Centrocampista | Renato Sanches  | 70' |

| 48' · 69' | Paco Alcácer Jadon Sancho | 1:0 2:0 |

| 59' · 77' | Joshua Kimmich Robert Lewandowski |

| Principal  | Daniel Siebert |
| Asistentes | Rafael Foltyn  |
|            | Jan Seidel     |
| Cuarto     | Harm Osmers    |

| VAR            | Robert Schröder |
| Asistentes VAR | Christof Günsch |

|  |                    |     |     |
|  | Tiros              | 5   | 16  |
|  | Tiros a puerta     | 4   | 7   |
|  | Faltas             | 2   | 13  |
|  | Saques de esquina  | 2   | 8   |
|  | Fueras de juego    | 1   | 1   |
|  | Posesión del balón | 35% | 65% |

| 35    | Guardameta     | Marwin Hitz       |     |
| 26    | Defensa        | Łukasz Piszczek   | 80' |
| 16    | Defensa        | Manuel Akanji     |     |
| 36    | Defensa        | Ömer Toprak       |     |
| 14    | Defensa        | Nico Schulz       |     |
| 33    | Centrocampista | Julian Weigl      |     |
| 28    | Centrocampista | Axel Witsel       |     |
| 11    | Centrocampista | Marco Reus        |     |
| 7     | Delantero      | Jadon Sancho      | 80' |
| 13    | Delantero      | Raphaël Guerreiro | 75' |
| 9     | Delantero      | Paco Alcácer      |     |
| D. T. | D. T.          | Lucien Favre      |     |

| 1     | Guardameta     | Manuel Neuer       |     |
| 32    | Defensa        | Joshua Kimmich     |     |
| 4     | Defensa        | Niklas Süle        |     |
| 17    | Defensa        | Jérôme Boateng     |     |
| 27    | Defensa        | David Alaba        | 70' |
| 24    | Centrocampista | Corentin Tolisso   |     |
| 6     | Centrocampista | Thiago Alcántara   | 80' |
| 18    | Centrocampista | Leon Goretzka      |     |
| 25    | Delantero      | Thomas Müller      | 66' |
| 9     | Delantero      | Robert Lewandowski |     |
| 29    | Delantero      | Kingsley Coman     |     |
| D. T. | D. T.          | Niko Kovač         |     |

| 5  | Defensa   | Achraf Hakimi      | 75' |
| 80 | Delantero | Marius Wolf        | 80' |
| 34 | Delantero | Jacob Bruun Larsen | 80' |

| 5  | Defensa        | Benjamin Pavard | 80' |
| 19 | Centrocampista | Alphonso Davies | 66' |
| 35 | Centrocampista | Renato Sanches  | 70' |

| 48' · 69' | Paco Alcácer Jadon Sancho | 1:0 2:0 |

| 59' · 77' | Joshua Kimmich Robert Lewandowski |

| Principal  | Daniel Siebert |
| Asistentes | Rafael Foltyn  |
|            | Jan Seidel     |
| Cuarto     | Harm Osmers    |

| VAR            | Robert Schröder |
| Asistentes VAR | Christof Günsch |

|  |                    |     |     |
|  | Tiros              | 5   | 16  |
|  | Tiros a puerta     | 4   | 7   |
|  | Faltas             | 2   | 13  |
|  | Saques de esquina  | 2   | 8   |
|  | Fueras de juego    | 1   | 1   |
|  | Posesión del balón | 35% | 65% |

| 35    | Guardameta     | Marwin Hitz       |     |
| 26    | Defensa        | Łukasz Piszczek   | 80' |
| 16    | Defensa        | Manuel Akanji     |     |
| 36    | Defensa        | Ömer Toprak       |     |
| 14    | Defensa        | Nico Schulz       |     |
| 33    | Centrocampista | Julian Weigl      |     |
| 28    | Centrocampista | Axel Witsel       |     |
| 11    | Centrocampista | Marco Reus        |     |
| 7     | Delantero      | Jadon Sancho      | 80' |
| 13    | Delantero      | Raphaël Guerreiro | 75' |
| 9     | Delantero      | Paco Alcácer      |     |
| D. T. | D. T.          | Lucien Favre      |     |

| 1     | Guardameta     | Manuel Neuer       |     |
| 32    | Defensa        | Joshua Kimmich     |     |
| 4     | Defensa        | Niklas Süle        |     |
| 17    | Defensa        | Jérôme Boateng     |     |
| 27    | Defensa        | David Alaba        | 70' |
| 24    | Centrocampista | Corentin Tolisso   |     |
| 6     | Centrocampista | Thiago Alcántara   | 80' |
| 18    | Centrocampista | Leon Goretzka      |     |
| 25    | Delantero      | Thomas Müller      | 66' |
| 9     | Delantero      | Robert Lewandowski |     |
| 29    | Delantero      | Kingsley Coman     |     |
| D. T. | D. T.          | Niko Kovač         |     |

| 5  | Defensa   | Achraf Hakimi      | 75' |
| 80 | Delantero | Marius Wolf        | 80' |
| 34 | Delantero | Jacob Bruun Larsen | 80' |

| 5  | Defensa        | Benjamin Pavard | 80' |
| 19 | Centrocampista | Alphonso Davies | 66' |
| 35 | Centrocampista | Renato Sanches  | 70' |

| 48' · 69' | Paco Alcácer Jadon Sancho | 1:0 2:0 |

| 59' · 77' | Joshua Kimmich Robert Lewandowski |

| Principal  | Daniel Siebert |
| Asistentes | Rafael Foltyn  |
|            | Jan Seidel     |
| Cuarto     | Harm Osmers    |

| VAR            | Robert Schröder |
| Asistentes VAR | Christof Günsch |

|  |                    |     |     |
|  | Tiros              | 5   | 16  |
|  | Tiros a puerta     | 4   | 7   |
|  | Faltas             | 2   | 13  |
|  | Saques de esquina  | 2   | 8   |
|  | Fueras de juego    | 1   | 1   |
|  | Posesión del balón | 35% | 65% |

|                                        |
| Bandera de Renania del Norte-Westfalia |
| Campeón Borussia Dortmund 6.º título   |